# Lo show del coniglio
Lo show del coniglio (Show Biz Bugs) è un film del 1957 diretto da Friz Freleng. È un cortometraggio d'animazione della serie Looney Tunes, uscito negli Stati Uniti il 2 novembre 1957. Dal 1998 viene distribuito col titolo Gelosia da primadonna.
L'ambientazione di base e i conflitti del cortometraggio furono ripresi per le sequenze di raccordo del programma The Bugs Bunny Show. Lo show del coniglio fu anche inserito parzialmente nel film Looney, Looney, Looney Bugs Bunny Movie (1981).

## Trama
Arrivato al teatro dove lui e Bugs Bunny si esibiscono, Daffy Duck è indignato nel trovare il nome di Bugs sul cartellone in lettere notevolmente più grandi del suo. Il direttore giustifica ciò citando la relativa capacità di richiamare pubblico degli artisti. Ulteriormente umiliato, Daffy scopre che il suo camerino è un bagno mal camuffato.
Quella sera, Bugs e Daffy eseguono "Tea for Two" sul palco. Frustrato dagli applausi dominanti per Bugs, Daffy, convinto del suo talento superiore, tenta vari numeri da solista per catturare l'attenzione del pubblico. Inizia con un ballo sulle note di "Jeepers Creepers", ma non riesce a impressionare, mentre il suo successivo numero con i piccioni va storto quando gli uccelli scappano. Bugs esegue quindi il numero dell'uomo tagliato a metà e Daffy si offre volontario, sperando di dimostrarne la falsità, ma finisce letteralmente segato a metà. Successivamente Daffy sabota lo xilofono di Bugs, manipolandolo per farlo esplodere su una nota specifica. Bugs evita la trappola suonando deliberatamente la nota sbagliata due volte, spingendo un Daffy frustrato a suonare lui stesso la nota corretta, con conseguente esplosione.
In un ultimo tentativo di mettere in ombra Bugs, Daffy, vestito con un costume da diavolo rosso, esegue un numero pericoloso: ingerisce benzina, nitroglicerina, polvere da sparo, uranio-238 e un fiammifero acceso, facendosi esplodere. Il pubblico applaude e Bugs, impressionato, commenta che vogliono il bis, ma Daffy, ora fantasma, risponde che può eseguire il numero solo una volta.

## Produzione
Originariamente, la canzone "The Daughter of Rosie O'Grady" era destinata a essere usata durante la sequenza in cui Daffy mostra alcuni uccelli ammaestrati. Fu prodotta una registrazione preliminare, ma non fu usata nel cartone animato finale. Altra musica preliminare includeva versioni leggermente più lunghe di "Tea for Two" e di "Jeepers Creepers".
Il cortometraggio riprende elementi di diversi altri cartoni animati precedenti. La gag dello xilofono era stata usata in precedenza nel cortometraggio di Private Snafu Booby Traps (1944) e nel cortometraggio di Bugs Bunny Tempi di elezioni (1951), sebbene in entrambi i casi lo strumento usato fosse un pianoforte. Il brano usato in entrambi i corti, così come ne Lo show del coniglio, è "Believe Me, If All Those Endearing Young Charms". L'atto finale e il circo dei piccioni erano stati usati in un precedente cartone animato di Porky Pig intitolato Dietro le quinte (1949) in cui una volpe fa lo stesso numero di Daffy nel tentativo di dimostrare a Porky che è una star.

## Distribuzione

### Edizione italiana
Il corto arrivò in Italia direttamente in televisione negli anni ottanta. Il doppiaggio fu eseguito dalla Effe Elle Due e diretto da Franco Latini su dialoghi di Maria Pinto, che in più occasioni differiscono dagli originali (tra l'altro scambiando la benzina e la nitroglicerina ingerite da Daffy). Un nuovo doppiaggio fu eseguito per l'uscita in VHS nel 1998 dalla Angriservices Edizioni, sotto la direzione di Renzo Stacchi su dialoghi più corretti. In entrambi i casi il titolo "Those Endearing Young Charms" viene adattato in italiano.

### Edizioni home video

#### VHS
America del Nord
- A Salute to Friz Freleng (1985)
- Superior Duck (1997)

Italia
- Super Duck (ottobre 1998)

#### Laserdisc
- Looney Tunes: Curtain Calls - Classic Music and Show Business Cartoons (3 febbraio 1993)

#### DVD e Blu-ray Disc
Il corto fu pubblicato in DVD-Video in America del Nord nel quarto disco della raccolta Looney Tunes Golden Collection: Volume 2 (intitolato Looney Tunes All-Stars: On Stage and Screen) distribuita il 2 novembre 2004, dove è visibile anche con un commento audio di Greg Ford contenente registrazioni di dichiarazioni di Freleng e dei brani musicali preliminari; il DVD fu pubblicato in Italia il 16 marzo 2005 nella collana Looney Tunes Collection, col titolo All Stars: Volume 3. Fu poi inserito anche nel secondo disco della raccolta DVD Looney Tunes Spotlight Collection Volume 2, uscita in America del Nord il 2 novembre 2004, mentre in Italia fu inserito anche nel DVD Looney Park della collana I tuoi amici Looney Tunes, uscito il 21 ottobre 2009. Il 12 ottobre 2010 fu inserito nel primo DVD della raccolta The Essential Bugs Bunny, pubblicato in Italia il 17 aprile 2013 col titolo Looney Tunes: Collezione Bugs Bunny. Fu poi incluso (nuovamente col commento audio) nel primo disco della raccolta Blu-ray Disc e DVD Looney Tunes Platinum Collection: Volume Two, uscita in America del Nord il 16 ottobre 2012. Successivamente è stato inserito nel primo DVD della raccolta 50 cartoons da collezione - Looney Tunes della collana Il meglio di Warner Bros., uscita in America del Nord il 25 giugno 2013 e in Italia il 5 dicembre. Quindi è stato incluso (nuovamente col commento audio) nel primo disco della raccolta BD Bugs Bunny 80th Anniversary Collection, uscita in America del Nord il 1º dicembre 2020. Infine è stato inserito come extra nell'edizione BD di Cats Don't Dance, uscita in America del Nord il 26 settembre 2023.

## Accoglienza
Nel suo commento audio per le edizioni home video, il regista Greg Ford afferma che il cortometraggio contiene alcune delle "migliori gag come sceneggiatore" di Warren Foster. Ford descrive inoltre Lo show del coniglio come "un cartone animato definitivo sulla rivalità tra Bugs e Daffy nel mondo dello spettacolo". Nel 2010 fu selezionato per l'inclusione nel libro The 100 Greatest Looney Tunes Cartoons; in tale occasione il fumettista Mark Evanier lo definì "enormemente divertente".